# Cañizar
Cañizar település Spanyolországban, Guadalajara tartományban. Cañizar Torija, Ciruelas, Heras de Ayuso, Torre del Burgo és Hita, Guadalajara községekkel határos. Lakosainak száma 73 fő (2024).

## Népesség
A település népessége az utóbbi években az alábbiak szerint változott:
| Lakosok száma | 105  | 104  | 106  | 95   | 84   | 73   | 63   | 54   | 57   | 73   |
|               | 2001 | 2004 | 2006 | 2009 | 2011 | 2014 | 2016 | 2019 | 2021 | 2024 |